# Joshua Zirkzee
Joshua Zirkzee, né le 22 mai 2001 à Schiedam, est un footballeur international néerlandais  qui évolue au poste d'attaquant à Manchester United.

## Biographie

### Carrière en club

#### Bayern Munich
Passé par de nombreux clubs hollandais, notamment en dernier le Feyenoord, il rejoint en 2017 le Bayern Munich alors qu'il est convoité par plusieurs grands clubs européens,. Après avoir déjà impressionné en catégories de jeunes allemandes, il prolonge son contrat avec le club bavarois le 19 septembre 2019, jusqu'en juin 2023.
Il fait ses débuts en Ligue des champions le 11 décembre 2019, rentrant en jeu à la 86e minute contre Tottenham (victoire 3-1), remplaçant Ivan Perisic. Le 18 décembre 2019, il débute en Bundesliga, entrant à la 90e minute contre Fribourg et marquant sur son premier toucher de balle. Son premier but en Bundesliga permet à son équipe de mener 2 buts à 1 (16e journée, victoire finale 1-3). Deux jours plus tard, il ouvre le score à la 86e minute de jeu face à Wolfsburg (17e journée, victoire 3-0), trois minutes après son entrée au jeu. Pour sa première titularisation en première division allemande, il inscrit un but et délivre une passe décisive lors d'une large victoire sur la pelouse de Hoffenheim (24e journée, victoire 0-6). Il conclut la saison 2019-2020 avec un faible temps de jeu (9 apparitions en championnat) mais avec 4 buts inscrits et 1 passe décisive délivrée.
Le 8 mai 2020, il est inclus dans le top 50 des meilleurs jeunes au niveau mondial par le site spécialisé de Football Talent Scout.

##### Prêt au RSC Anderlecht
Il est prêté pour une saison sans option d'achat au RSC Anderlecht le 3 août 2021 afin d'accumuler du temps de jeu et de l'expérience. Le 15 août 2021, il marque ses deux premiers buts avec le club belge lors de la quatrième journée du championnat de Belgique 2021-2022 face au Cercle Bruges KSV (victoire 1-2). Titulaire incontournable au sein de l'équipe, il termine la saison régulière avec 32 apparitions à son actif, dont 28 titularisations, pour 15 buts marqués et 8 passes décisives délivrées. Il est titulaire lors des six rencontres des Play-offs 1, auteur d'un but et de 3 passes décisives. Le club termine troisième de son groupe et se qualifie pour le troisième tour de qualification de la Ligue Europa Conférence.

#### Bologne FC
Il quitte l'Allemagne pour l'Italie le 30 août 2022, s'engageant en faveur du Bologne FC. Zirkzee restant un joueur à potentiel intéressant pour le Bayern, le club allemand inclut une clause de rachat dans son contrat. Sa première saison y est compliquée mais il se révèle lors de la saison 2023-2024, auteur de 11 buts et 5 passes décisives en Serie A, en 34 apparitions (dont 32 titularisations).

#### Manchester United
Ses performances en Italie lui permettent de rejoindre Manchester United qui cherche alors un attaquant pour remplacer Anthony Martial et concurrencer Rasmus Hojlund. Le 14 juillet 2024, il paraphe un contrat de cinq ans avec les mancuniens, contre une indemnité de 43,5 millions d'euros,. Son club formateur, le Bayern Munich récupère 50% de ce montant. Il est décisif dès la première rencontre de championnat, inscrivant le but de la victoire face à Fulham (1re journée, victoire 1-0). Il est plus malheureux la semaine suivante. Son coéquipier Alejandro Garnacho pense avoir marqué et donné l'avantage au score à son équipe mais son but est annulé après intervention de la VAR, Zirkzee touchant le ballon avant que celui-ci ne franchisse la ligne du but alors qu'il se trouve en position de hors-jeu. En fin de match, c'est finalement Brighton qui marquera et l'emportera (2e journée, défaite 1-2). Pour sa cinquième titularisation de la saison, il inscrit un doublé face à Everton (13e journée, victoire 4-0).

### Carrière en sélection
Avec les moins de 19 ans, il se met en évidence en inscrivant un triplé face au Portugal en septembre 2019, puis un doublé face à la Tchéquie en novembre 2019.
À la suite de la blessure de Brian Brobbey, il est appelé en renfort pour participer à l'Euro 2024. C'est durant cette compétition qu'il honore sa première sélection. En effet, le 6 juillet 2024, lors du quart de finale opposant son équipe à la Turquie il entre en cours de jeu à la place de Xavi Simons.

## Style de jeu
Bon dans le placement, propre et élégant dans ses frappes, il possède une palette très large d'avant-centre capable de marquer dans tous les styles. Il est notamment comparé à l'attaquant belge Romelu Lukaku,.

## Statistiques

### En club
| Saison                | Club                  | Championnat           | Championnat | Championnat | Championnat | Coupe(s) nationale(s) | Coupe(s) nationale(s) | Coupe(s) nationale(s) | Supercoupe | Supercoupe | Supercoupe | Compétition(s) continentale(s) | Compétition(s) continentale(s) | Compétition(s) continentale(s) | Compétition(s) continentale(s) | Total | Total | Total |
| Saison                | Club                  | Division              | M.          | B.          | P.d.        | M.                    | B.                    | P.d.                  | M.         | B.         | P.d.       | Comp.                          | M.                             | B.                             | P.d.                           | M.    | B.    | P.d.  |
| 2019-2020             | Bayern Munich         | Bundesliga            | 9           | 4           | 0           | 2                     | 0                     | 0                     | -          | -          | -          | C1                             | 1                              | 0                              | 0                              | 12    | 4     | 0     |
| 2020-2021             | Bayern Munich         | Bundesliga            | 3           | 0           | 0           | -                     | -                     | -                     | 1          | 0          | 0          | C1                             | 1                              | 0                              | 0                              | 5     | 0     | 0     |
| Sous-total            | Sous-total            | Sous-total            | 12          | 4           | 0           | 2                     | 0                     | 0                     | 1          | 0          | 0          | -                              | 2                              | 0                              | 0                              | 17    | 4     | 0     |
| 2020-2021             | Parma Calcio (prêt)   | Serie A               | 4           | 0           | 0           | -                     | -                     | -                     | -          | -          | -          | -                              | -                              | -                              | -                              | 4     | 0     | 0     |
| 2021-2022             | RSC Anderlecht (prêt) | Jupiler Pro League    | 38          | 16          | 8           | 6                     | 2                     | 2                     | -          | -          | -          | C4                             | 3                              | 0                              | 0                              | 47    | 18    | 10    |
| 2022-2023             | Bologne FC            | Serie A               | 19          | 2           | 1           | 2                     | 0                     | 0                     | -          | -          | -          | -                              | -                              | -                              | -                              | 21    | 2     | 1     |
| 2023-2024             | Bologne FC            | Serie A               | 34          | 11          | 4           | 3                     | 1                     | 2                     | -          | -          | -          | -                              | -                              | -                              | -                              | 37    | 12    | 6     |
| Sous-total            | Sous-total            | Sous-total            | 53          | 13          | 5           | 5                     | 1                     | 2                     | 0          | 0          | 0          | -                              | 0                              | 0                              | 0                              | 58    | 14    | 7     |
| 2024-2025             | Manchester United     | Premier League        | 32          | 3           | 1           | 6                     | 2                     | 0                     | 0          | 0          | 0          | C3                             | 11                             | 2                              | 1                              | 49    | 7     | 2     |
| Total sur la carrière | Total sur la carrière | Total sur la carrière | 139         | 36          | 14          | 19                    | 5                     | 4                     | 1          | 0          | 0          | -                              | 16                             | 2                              | 1                              | 175   | 43    | 19    |

### En sélection
| Années                | Sélection             | Phases finales        | Phases finales | Phases finales | Phases finales | Éliminatoires | Éliminatoires | Éliminatoires | Éliminatoires | Amicaux | Amicaux | Amicaux | Autres compétitions | Autres compétitions | Autres compétitions | Autres compétitions | Total | Total | Total |
| Années                | Sélection             | Comp.                 | M.             | B.             | P.d.           | Comp.         | M.            | B.            | P.d.          | M.      | B.      | P.d.    | Comp.               | M.                  | B.                  | P.d.                | M.    | B.    | P.d.  |
| --------------------- | --------------------- | --------------------- | -------------- | -------------- | -------------- | ------------- | ------------- | ------------- | ------------- | ------- | ------- | ------- | ------------------- | ------------------- | ------------------- | ------------------- | ----- | ----- | ----- |
| 2024                  | Pays-Bas              | Euro 2024             | 2              | 0              | 0              | -             | -             | -             | -             | -       | -       | -       | LdN                 | 4                   | 1                   | 1                   | 6     | 1     | 1     |
| Total sur la carrière | Total sur la carrière | Total sur la carrière | 2              | 0              | 0              | -             | 0             | 0             | 0             | 0       | 0       | 0       | -                   | 4                   | 1                   | 1                   | 6     | 1     | 1     |

Matchs internationaux

Le tableau suivant liste les rencontres de l'équipe des Pays-Bas dans lesquelles Joshua Zirkzee a été sélectionné depuis le 6 juillet 2024 jusqu'à présent :

#### Buts internationaux
| Buts internationaux de Joshua Zirkzee | Buts internationaux de Joshua Zirkzee | Buts internationaux de Joshua Zirkzee | Buts internationaux de Joshua Zirkzee | Buts internationaux de Joshua Zirkzee | Buts internationaux de Joshua Zirkzee | Buts internationaux de Joshua Zirkzee | Buts internationaux de Joshua Zirkzee | Buts internationaux de Joshua Zirkzee |
| 0                                     | Date                                  | Lieu                                  | Compétition                           | Résultat                              | Adversaire                            | Détail                                | Détail                                | Sél.                                  |
| ------------------------------------- | ------------------------------------- | ------------------------------------- | ------------------------------------- | ------------------------------------- | ------------------------------------- | ------------------------------------- | ------------------------------------- | ------------------------------------- |
| 1er                                   | 7 septembre 2024                      | Stade Philips, Eindhoven              | Ligue des nations 2024-2025           | 5 - 2                                 | Bosnie-Herzégovine                    | 13e                                   | 1 - 0                                 | 3e                                    |

## Palmarès

### En club
| Bayern Munich (6) | Manchester United (0)                        |
| --- | -------------------------------------------- |
| - Bundesliga (2) : - Champion en 2020 et 2021 - Coupe d'Allemagne (1) : - Vainqueur en 2020 - Supercoupe d'Allemagne (1) : - Vainqueur en 2020 - Ligue des Champions (1) : - Vainqueur en 2020 - Supercoupe de l'UEFA (1) : - Vainqueur en 2020 | - Community Shield (0) : - Finaliste en 2024 |